# France Inter
France Inter, zuweilen nur Inter genannt, ist ein landesweit ausgestrahltes Programm des französischen öffentlich-rechtlichen Hörfunks Radio France. Es bildet neben France Musique und France Culture das Hauptprogramm des französischen Hörfunks und erreicht die größte Hörerzahl. In Frankreich wird France Inter als radio généraliste definiert, das ein breites Angebot aus Nachrichten, Wirtschaft, Kultur und Unterhaltung bietet. Damit unterscheidet es sich von anderen, hochspezialisierten Programmen und ähnelt den Programmen der postes périphériques, der kommerziellen Sender, die ursprünglich aus dem benachbarten Ausland nach Frankreich sendeten und ebenfalls mit Information und Unterhaltung ein breites Publikum ansprechen, insbesondere RTL und Europe 1, mit denen France Inter in Konkurrenz um die Hörergunst steht.   

## Geschichte
Im Jahre 1947 wurde Paris-Inter als drittes Programm der Radiodiffusion française (RDF) ins Leben gerufen. Zu hören waren dort Sendungen des Club d’Essai sowie Musik mit Schwerpunkt Jazz und Sendungen ausländischer Stationen. Zu Beginn konnte das Programm nur in Paris empfangen werden, durch zusätzliche Sender wurde die Reichweite in den 1950er Jahren sukzessive auf ganz Frankreich ausgedehnt. 
Das Programm wurde 1957 in France 1 umbenannt. Gesendet wurde von nun an rund um die Uhr, der Schwerpunkt lag auf Informationssendungen. 1963 wurde der Sender mit France 2-Régional zusammengelegt und erhielt nach einer Hörerbefragung anlässlich der Eröffnung des neuen Funkhauses in Paris, Maison de la Radio, seinen heutigen Namen. Ein Jahr später wurde France Inter in die soeben gegründete öffentlich-rechtliche Rundfunkanstalt Office de Radiodiffusion Télévision Française (ORTF) eingegliedert, die bis zur Gründung von Radio France im Jahr 1975 bestand.
Zu den Traditionssendungen von France Inter gehörten Radioscopie von Jacques Chancel, eine jeweils nur einem Gesprächspartner gewidmete einstündige Interviewsendung alltags am späten Nachmittag, die in 2.878 Ausgaben von 1968 bis 1990 zu hören war, und von 1965 bis 2005 Le Pop-Club, ein spätabendliches Stelldichein von Künstlern, Intellektuellen, Politikern und weiteren Persönlichkeiten des öffentlichen Lebens mit José Artur, dem es mit Humor und Eleganz gelang, eine typisch Pariser Salon- und Nachtklub-Atmosphäre über den Äther in alle Winkel Frankreichs zu tragen. Als legendär galt zudem die Nachtsendung Allô Macha, in der zwischen 1977 und 2006 insgesamt rund 100.000 Zuhörerinnen und Zuhörer mit Macha Béranger telefonierten, um über Dinge zu sprechen, die ihre Herzen bewegten. Das Sendeformat wurde und wird bis heute von zahlreichen französischen Hörfunksendern kopiert. Bereits seit 1955 im Programm ist Le Masque et la Plume, eine Diskussionssendung am Sonntagabend über Literatur, Theater und Kino, und seit 1958 unter wechselnden Titeln Le Jeu des 1000 euros, eine tägliche Quizsendung zur Essenszeit am Mittag, die von 1965 bis 1995 Lucien Jeunesse moderierte. (Weitere Sendungen siehe Aufstellung unten.) 
Während des Pariser Mai im Jahr 1968 begaben sich die Mitarbeiter des ORTF und damit France Inters in einen Generalstreik, der erst Ende Juni endete.
Traditionell sendeten die großen französischen Rundfunkprogramme auf Langwellenfrequenzen, bevor seit den 1980er Jahren UKW an Bedeutung gewann. Nachdem France Inter inzwischen im ganzen Land flächendeckend auf UKW-Frequenzen empfangen werden konnte, wurde am 31. Dezember 2016 die Ausstrahlung von France Inter über den Langwellensender in Allouis auf 162 kHz eingestellt.
Seit 2019 liegt France Inter nach Marktanteilen in Frankreich erstmals an der Spitze und ist vor RTL und NRJ das meistgehörte Hörfunkprogramm des Landes. Im Herbst 2021 wurde France Inter von 6,5 Millionen Hörern täglich eingeschaltet; sieben Jahre zuvor, im Jahr 2015, waren es 5,3 Millionen.

## Programm
France Inter ist ein typisches französisches radio généraliste, ein Vollprogramm mit hohem Wortanteil und einem breiten Spektrum an Inhalten und Musikstilen. France Inter bietet aktuelle Berichterstattung (Politik, Kultur, Wissenschaft, Wirtschaft), Reportagen aus Frankreich und aller Welt, Gesprächssendungen, Radio-Features, Kolumnen (sogenannte feuilletons) und verbraucherorientierten Beiträgen. Außerdem gibt es Musiksendungen aus verschiedenen Genres und Live-Konzerte am Abend. 
France Inter steht neben den Spartenkanälen von Radio France: Die klassische Musik ist auf France Musique ausgelagert; ein breites Spektrum weiterer Musikstile findet man auf FIP, einem eklektischen Musikprogramm mit urbanem Image und geringem Wortanteil, das in einigen Großstädten des Landes ausgestrahlt wird. Laufende Nachrichten gibt es auf France Info, Kulturberichterstattung und vertiefende Wortsendungen vor allem zu den Geistes- und Sozialwissenschaften auf France Culture.
Ausführliche Nachrichten bietet France Inter in der Morgensendung zur vollen Stunde sowie um 19 Uhr und um 23 Uhr.

## Bekannte Sendungen (Auswahl)

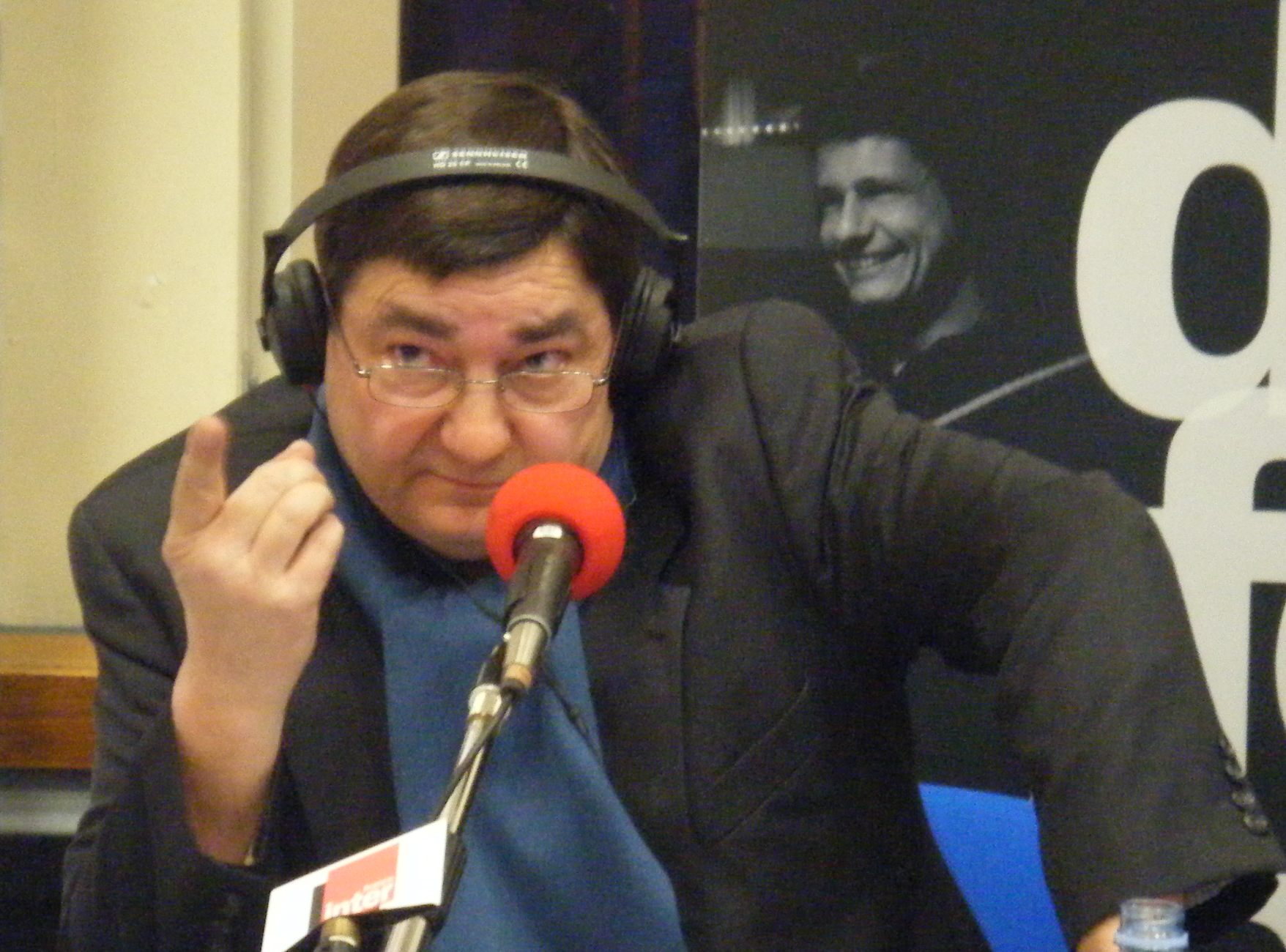
Alain Bédouet bei der Moderation von Le téléphone sonne (2008)

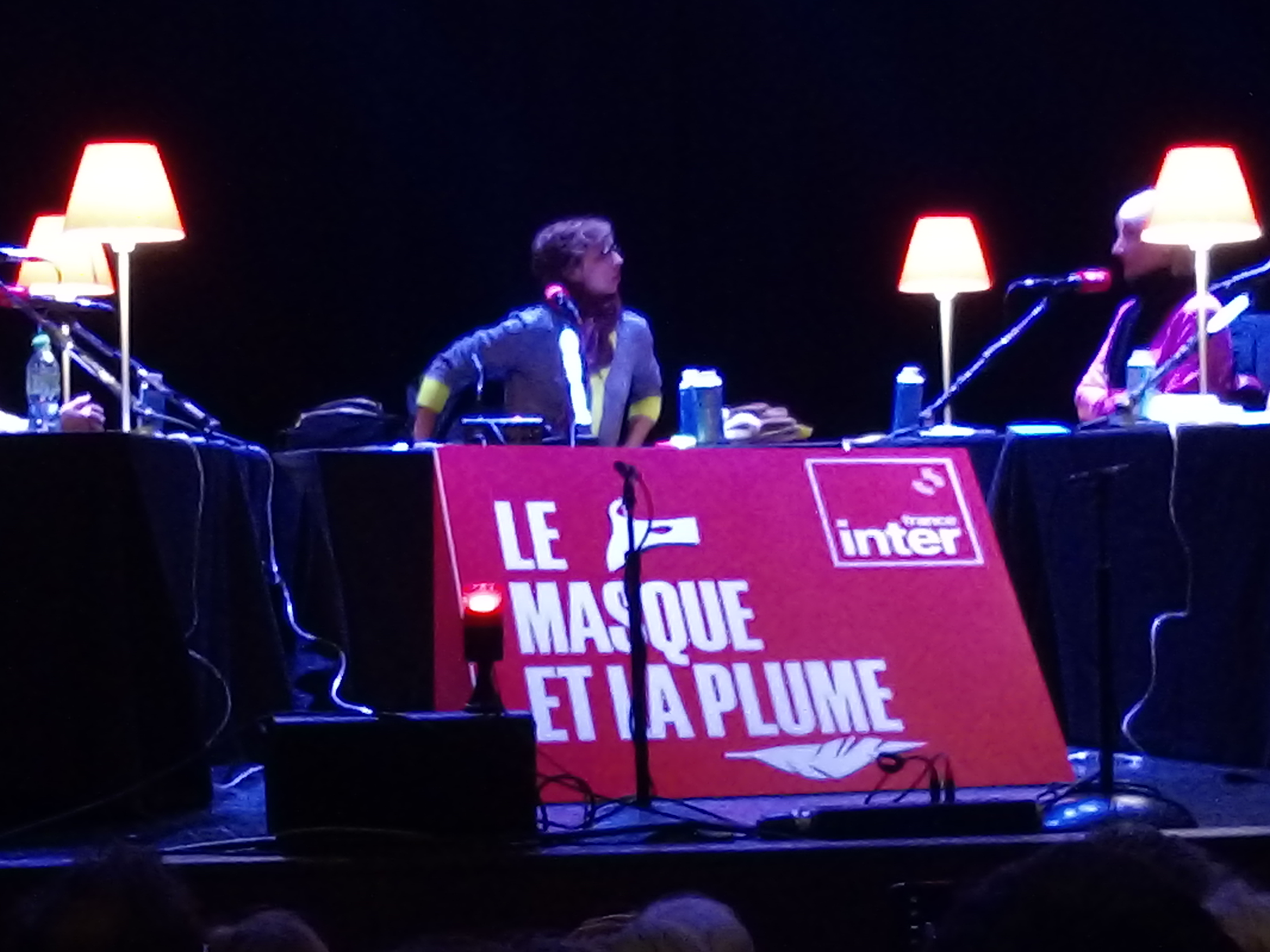
Rebecca Manzoni bei der Aufzeichnung von Le Masque et la Plume (Januar 2024)

- Le 7/10: morgendliche Informationssendung mit Nicolas Demorand, Léa Salamé und Sonia Devillers (seit 1991)
- Carnets de campagne: Berichte am Vormittag über Themen und Leute aus dem ländlichen Raum mit Dorothée Barba  (seit 2007)
- Le Jeu des 1000 euros: tägliche morgendliche Quizsendung mit Nicolas Stoufflet (seit 1958, ursprünglicher Name: Cent mille francs par jour)
- Un jour dans le monde: wochentägliche tagesaktuelle Sendung am frühen Abend mit Fabienne Sintes (seit August 2017)
- Le téléphone sonne: Sendung mit Hörerbeteiligung über das Telefon zu einem aktuellen Thema (seit 1978)
- L'Humeur vagabonde: abendliche Gesprächssendung mit einem Studiogast aus dem kulturellen Bereich mit Kathleen Evin (seit 2001)
- Grand Canal: Interviewsendung mit Eve Bester am frühen Abend (seit 2024)
- Côté Club: wochentägliche musikjournalistische Sendung am späten Abend mit Laurent Goumarre (seit 2021; Vorgängersendung war Nouveau rendez-vous)
- Le Masque et la Plume: traditionsreiche Diskussion am Sonntagabend (mittlerweile auch am Sonntagmorgen), im wöchentlichen Wechsel über Neuerscheinungen aus der Literatur, neue Theater-Inszenierungen und neu herausgekommene Kinofilme, seit Januar 2024 moderiert von Rebecca Manzoni (die Erstsendung war 1955)

Ehemalige Sendungen (Auswahl):
- C'est Lenoir: tägliche Rockmusiksendung mit Bernard Lenoir (1990–2011).
- Inter danse (ursprünglich RTF danse): Unterhaltungssendung, in der Jo Dona jeden Samstag nach Mitternacht aus einem anderen Ort in Frankreich einen bal populaire übertrug, d. h. die Musik des jeweiligen Orchesters sendete und sich mit Ballteilnehmern sowie Bürgermeistern und weiteren lokalen Persönlichkeiten unterhielt  (1960–2003).
- Là-bas si j'y suis: globalisierungskritische Sendung mit Daniel Mermet (1989–2014)
- Le Fou du roi: tägliche kulturelle und humoristische Sendung mit Stéphane Bern (2000–2011)
- L'heure bleue: Laure Adler interviewte Kulturschaffende im Abendprogramm (bis 2023).
- Le Pop-Club: Musik- und Kultursendung mit José Artur (1965–2005)
- Pollen: Musiksendung mit zahlreichen Live-Elementen mit Jean-Louis Foulquier, dem Initiator und Organisator der Francofolies (1984–2008)
- Rue des Entrepreneurs: Wirtschaftssendung mit Didier Adès und Dominique Dambert (1983–2010)
- Sur les épaules de Darwin: Sendung über naturwissenschaftliche Themen, die in einen philosophischen, poetischen und literarischen Hintergrund gestellt werden, mit Jean-Claude Ameisen (von 2010 bis 2022). Sie wurde 2013 bei dem Grand Prix des Médias von CB News als beste Hörfunksendung ausgezeichnet.[5]

## Empfang
France Inter wird in ganz Frankreich, auch in den Überseedepartements, über UKW ausgestrahlt. Daneben ist das Programm europa- und weltweit über Internet und Satellit (DVB-S auf Astra) zu empfangen. Die Programme von RFO in den französischen Überseedepartements übernehmen die Nachrichten von France Inter und von France Info.
Bis 1996 war France Inter über mehrere Mittelwellen-Sender in einem Gleichwellennetz zu empfangen; manche von ihnen werden heute von France Info genutzt. Zum 31. Dezember 2016 endete die Ausstrahlung von France Inter auf der Langwellenfrequenz 162 kHz. Der Sender überträgt weiterhin in unhörbarer Form (Phasenmodulation) ein Zeitsignal.